# Premio Medioambiental Goldman
El Premio Goldman es un premio que se concede anualmente como recompensa a defensores de la naturaleza y el medio ambiente, repartido en 6 categorías en función de la zona geográfica: África, Asia, Europa, las naciones insulares, América del Norte, América Central y América del Sur.
El premio fue instituido en 1990 por los filántropos Richard N. Goldman (1920-2010) y Rhoda H. Goldman (1924-1996) para mostrar que los problemas ambientales son internacionales, para dar atención pública a problemas globales de importancia crítica, para dar reconocimiento a individuos ordinarios que trabajan para proteger y mejorar el medio ambiente, y para inspirar a otros para que sigan el ejemplo de los ganadores del Premio. La primera ceremonia de este premio, coincidiendo con el Día de la Tierra, se celebró el 16 de abril de 1990.
Richard Goldman fundó la Goldman Insurance Services en San Francisco. Rhoda Goldman era descendiente de Levi Strauss.
Las nominaciones a los premios son enviadas por un grupo de instituciones que trabajen en temas ambientales, a lo largo del mundo, y un grupo confidencial de 150 expertos ambientales, de más de 70 naciones distintas. Los nominadores trabajan sobre una gran variedad de temas, incluyendo justicia ambiental, derechos indígenas, protección a los recursos ambientales, biodiversidad y conservación, salud ambiental, manejo de tierras, entre muchos otros.
Los ganadores son seleccionados por un jurado interno. Luego de notificados participan en una gira de 10 días por San Francisco y Washington D. C., para participar en la ceremonia de premiación, conferencias y entrevistas. El premio se entrega cada año durante el mes de abril en la ciudad de San Francisco, y es considerado como el Premio Nobel de Ecología o Premio Nobel Verde.
El Premio Goldman ayuda a amplificar la voz a los ganadores y les proporciona:
- Reconocimiento internacional que mejora su credibilidad

- Visibilidad mundial a los problemas que defienden
- Soporte financiero para que puedan seguir luchando para hacer realidad su visión de un entorno renovado y protegido

De las personas a las que se les otorgó el Premio Goldman, dos han sido asesinados por su causa: Isidro Baldenegro López de México fue asesinado el 15 de enero de 2017 y Berta Cáceres de Honduras, asesinada el 3 de marzo de 2016.